# ゴラン・ブニェヴチェヴィッチ
ゴラン・ブニェヴチェヴィッチ（セルビア語: Горан Буњевчевић, ラテン文字転写: Goran Bunjevčević、1973年2月17日 - 2018年6月28日）は、セルビアの元サッカー選手。
ポジションはディフェンダー。

## 経歴
2001年夏にレッドスター・ベオグラードからトッテナム・ホットスパーFCに加入、2002-03シーズンにレギュラーの座を掴み35試合に出場した。2005-06シーズンに構想外となり2006-07シーズンにADOデン・ハーグに移籍した後、34歳で現役を引退した。
ユーゴスラビア代表およびセルビア・モンテネグロ代表では1998年から2003年までの16試合に出場し、UEFA EURO 2000のメンバーにも選出された。
2018年5月に動脈瘤を患い手術するが、1ヶ月昏睡状態の末に6月28日に脳卒中で死去。享年45歳。